# غاف زاحف
غاف زاحف (الاسم العلمي: Prosopis reptans)، شجيرة شائكة من جنس الغاف وفصيلة البقولية. موطنها في غرب أمريكا الجنوبية وجنوب أمريكا الجنوبية.